# Orativ
Orativ (in ucraino Оратів?) è un insediamento rurale ucraino (2694 abitanti) nel distretto di Vinnycja, nell'oblast' di Vinnycja. Ospita l'amministrazione della comunità territoriale di Orativ, una delle comunità territoriali dell'Ucraina.
Fino al 18 luglio 2020 Orativ fungeva da centro amministrativo del distretto di Orativ abolito come parte della riforma amministrativa dell'Ucraina, che ha ridotto a sei il numero dei distretti dell'oblast' di Vinnycja. L'area del distretto di Orativ è stata fusa nel distretto di Vinnycja.
Fino al 26 gennaio 2024 Orativ era classificata come insediamento di tipo urbano. Da tale data è entrata in vigore una nuova legge che ha abolito questo status e Orativ è stata riclassificata come insediamento rurale.